# Idrottsföreningen Kamraterna Göteborg
O Idrottsföreningen Kamraterna Göteborg, vulgarmente conhecido como IFK Göteborg (em português IFK Gotemburgo), é um clube sueco fundado em 1904 e com sede na cidade de Gotemburgo.

As cores do seu equipamento são: camisola (br: camiseta) azul e branca e calção azul.

A equipe disputa os seus jogos caseiros no Estádio Gamla Ullevi, que tem capacidade para 18.000 espectadores.

                                                                                                        Os jogos internacionais também são disputados no Estádio Ullevi.
Participou pela primeira vez no Campeonato Sueco de Futebol (Allsvenskan) em 1924/25.                          

É um dos maiores clubes de futebol da suécia, tendo vencido várias vezes o Campeonato da Suécia (Allsvenskan) e a Copa da Suécia (Svenska cupen). 

Atualmente (2025) disputa o Allsvenskan, a primeira divisão de futebol da Suécia.                                

A sua maior conquista aconteceu na década de 80, quando se consagrou bicampeão da Copa da UEFA.

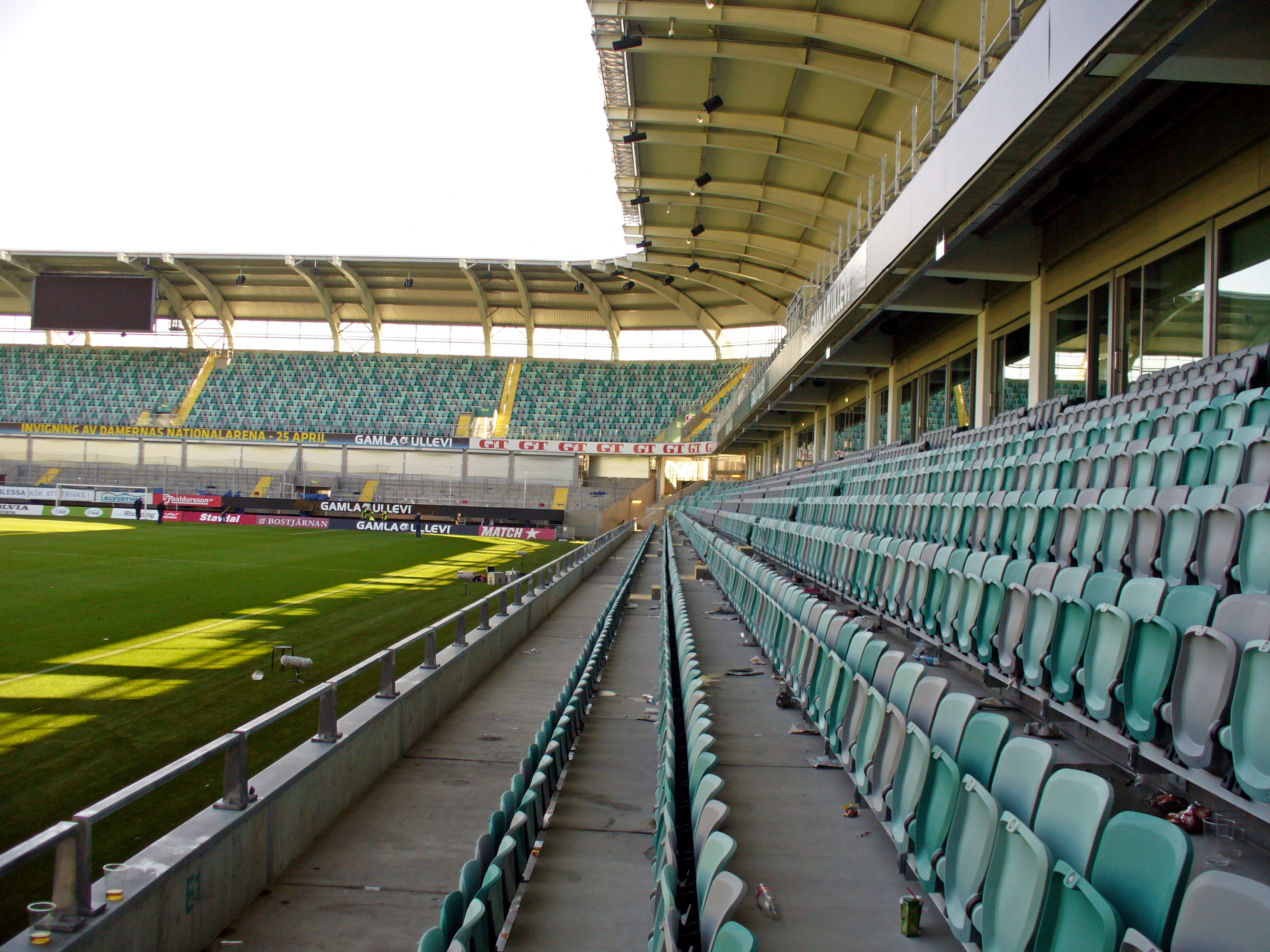
Estádio Gamla Ullevi
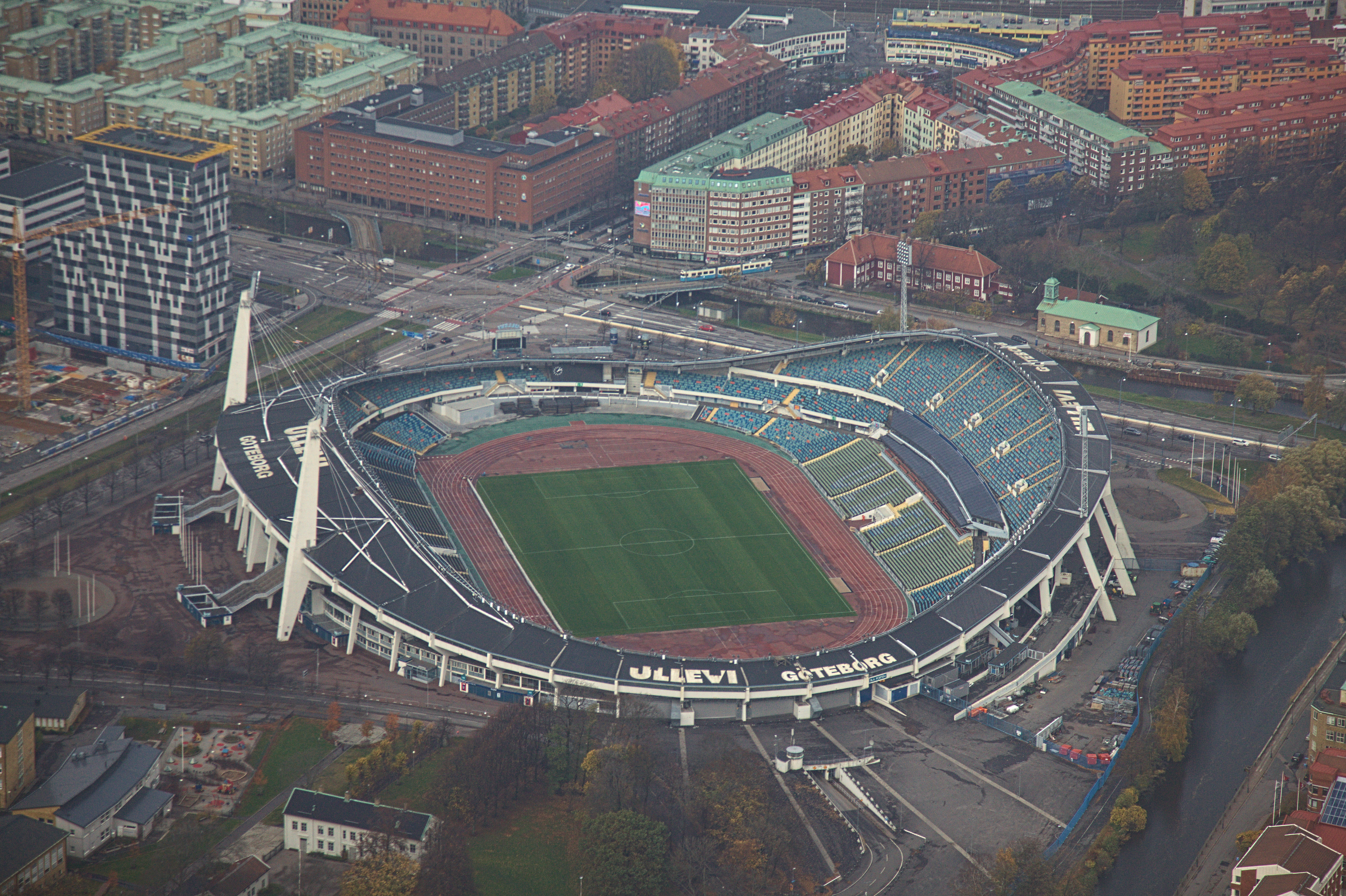
Estádio Ullevi

## Títulos
| INTERCONTINENTAIS | INTERCONTINENTAIS   | INTERCONTINENTAIS | INTERCONTINENTAIS                                                                                          |
|                   | Competição          | Títulos           | Temporadas                                                                                                 |
|                   | Copa Sanwa Bank     | 1                 | 1996 |
| CONTINENTAIS      | CONTINENTAIS        | CONTINENTAIS      | CONTINENTAIS                                                                                               |
|                   | Competição          | Títulos           | Temporadas                                                                                                 |
| ----------------- | ------------------- | ----------------- | --- |
|                   | Copa da UEFA        | 2                 | 1981-82, 1986-87                                                                                           |
| NACIONAIS         |                     |                   | |
|                   | Competição          | Títulos           | Temporadas                                                                                                 |
|                   | Campeonato Sueco    | 18                | 1908, 1910, 1918, 1935, 1942, 1958, 1969, 1982, 1983, 1984, 1987, 1990, 1991, 1993, 1994, 1995, 1996, 2007 |
|                   | Copa da Suécia      | 8                 | 1978–79, 1981–82, 1982–83, 1991, 2008, 2012-13, 2014-15, 2019-20                                           |
|                   | Supercopa da Suécia | 1                 | 2008 |

## Elenco
- Atualizado em 28 de dezembro de 2020.

Legenda
- : Capitão
- : Lesão

## Uniformes

### 1º Uniforme
| 2020 | 2019 | 2018 | 2017 | 2016 | 2015 | 2014 | 2013 | 2012 | 2011 |

| 2010 | 2008-09 | 2006-07 |

### 2º Uniforme
| 2020 | 2019 | 2018 | 2017 | 2016 | 2015 | 2014 | 2013 | 2012 | 2011 |

| 2010 | 2008-09 | 2007 | 2006 |

### 3º Uniforme
| 2020 | 2019 | 2018 | 2017 |

## Jogadores notáveis
- Gunnar Gren (1941)
- Torbjörn Nilsson (1974),
- Ove Kindvall (1975),
- Björn Nordqvist (1975),
- Glenn Hysén (1978),
- Glenn Strömberg (1979)
- Håkan Mild (1988),
- Thomas Ravelli (1989)
- Magnus Erlingmark (1993)
- Niclas Alexandersson (1996)